# Копанічка
Копанічка (словац. Kopanička) — річка в Словаччині, права притока Бебрави, протікає в окрузі Бановці-над-Бебравою.
Довжина приблизно 3.1-3.2 км. Витік знаходиться в масиві Стражовські-Врхи (геоморфологічна підодиниця Злєховські пагорби); на висоті близько 280 метрів.
Протікає територією сіл Красна Вес і Тіморадза. Впадає у Бебраву на висоті приблизно 240 метрів.